# Un festival c'est trop court !
Un Festival C'est Trop Court! (UFCTC) est le festival européen de court métrage de Nice, créé en 2000 par l'association Héliotrope.

## Principe
Le festival a lieu chaque année en octobre, dans une dizaine de lieux culturels de la ville de Nice comme le TNN, le MAMAC, la villa Arson, le 109, centre d’art contemporain de Nice, la cinémathèque de Nice ainsi que le cinéma Belmondo, Le Rialto et le Variétés.
Le festival présente environ 80 films pour les quatre compétitions : « Européenne », « Expérience », « Court(s) d'Ici » (regroupant les films produits en Provence-Alpes-Côte d'Azur et en Corse) et « Animation ».
UFCTC diffuse d'autres programmes, ainsi que des séances scolaires dans une démarche de sensibilisation du jeune public au court métrage.

## Compétitions

### Européenne
Il s'agit de la compétition principale qui existe depuis les débuts du Festival; elle décerne notamment le Grand Prix. Cette compétition vise à favoriser la découverte de jeunes réalisateurs européens auprès du grand public. Au total 7 prix, dont le Grand Prix, récompensent cette catégorie.

### Expérience
Cette compétition ayant fait son apparition en 2011, regroupe des films expérimentaux, de nouvelles formes cinématographiques et de l'art vidéo. Il s'agit de proposer au public un regard alternatif sur le médium audiovisuel.

### Animation
Depuis 2011, les films de la compétition Animation forment un panorama des dernières créations étudiantes et des nouvelles approches créatives et techniques, issu d'écoles d'animation européennes tels que Les Gobelins, EMCA, La Cambre, etc…

### Courts d'Ici
La sélection Courts D'Ici a pour but de mettre en avant des films tournés et/ou produits en région Sud & Corse.

## Autres programmes

### Nice Short Meeting
Classé catégorie 1 par le Centre national du cinéma et de l'image animée (CNC), cet évènement constitue un espace d’échanges et de rencontres professionnelles lors du Nice Short Meeting. Programmée pendant le Festival, il s’agit d’une journée en Côte d'Azur, dédiée aux ateliers de formation, aux rendez-vous auteurs/producteurs, aux tables rondes thématiques. Les débats proposés mettent en perspective les enjeux artistiques et économiques du court métrage.

### Travaux en cour(t)s
Un appel à scénario est lancé tous les ans pour l’atelier Travaux en cour(t)s dans le cadre du Nice Short Meeting. Quatre auteurs sont sélectionnés pour pitcher leur scénario devant des spécialistes de l’écriture et de la production. Ils bénéficient ensuite d’un entretien individuel afin d’être guidés dans leur projet. Un lauréat est désigné parmi les 4 candidats pour participer à l’atelier Jeunes Auteurs du festival Tous Courts d’Aix-en-Provence.

### Éducation à l'image
Les élèves de la région sont invités à participer au festival à travers des séances adaptées comprenant des ateliers cinématographiques ou encore des rencontres avec des professionnels techniciens, dans le cadre de la journée de découverte des métiers du cinéma.

## Prix officiels

### Compétition européenne
- Grand Prix
- Prix Spécial du Jury
- Prix du meilleur scénario
- Prix d'interprétation masculin
- Prix d'interprétation féminin
- Prix du Public
- Prix Étudiant
- Prix Documentaire

### Autres compétitions

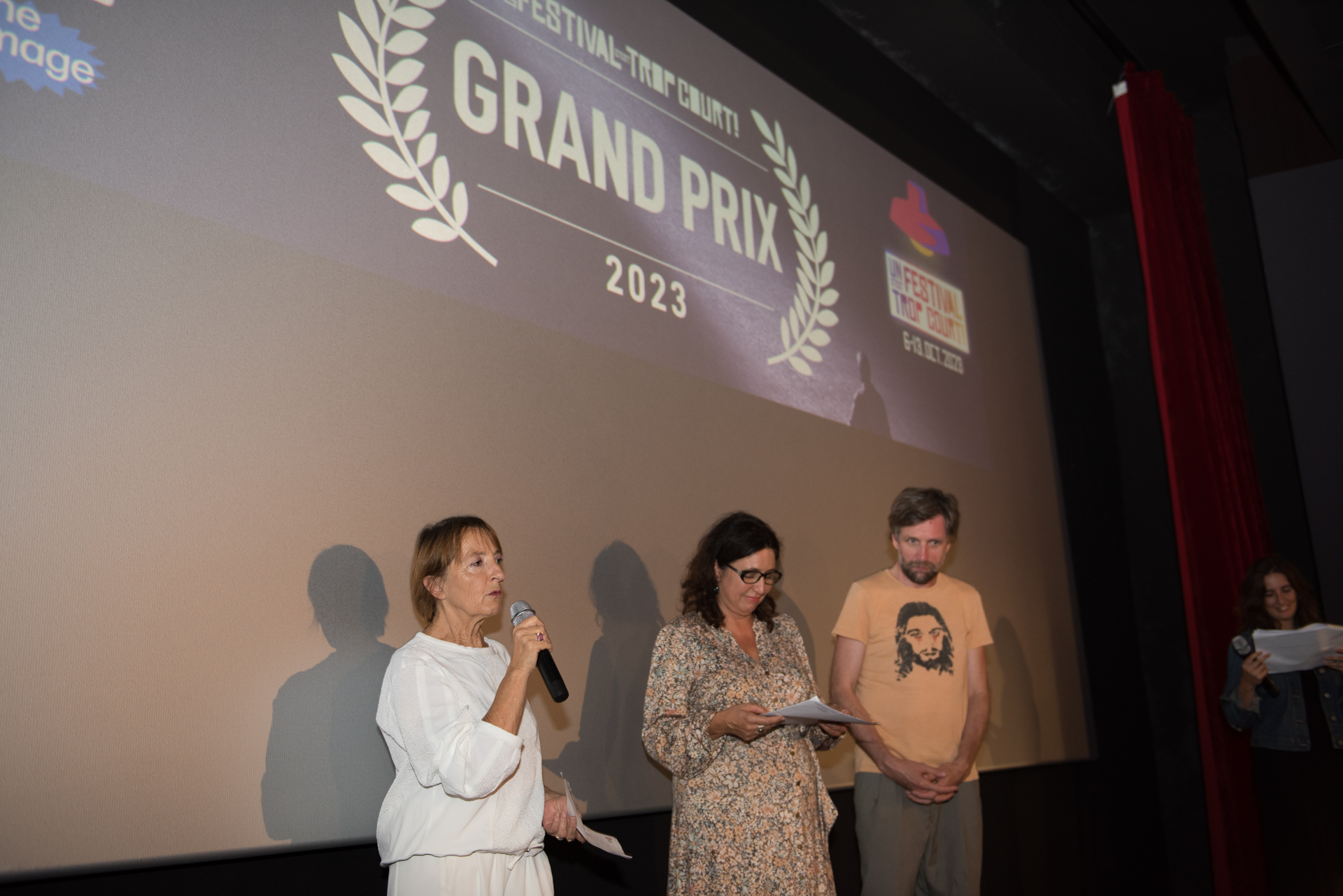
Grand Prix - UFCTC 2023

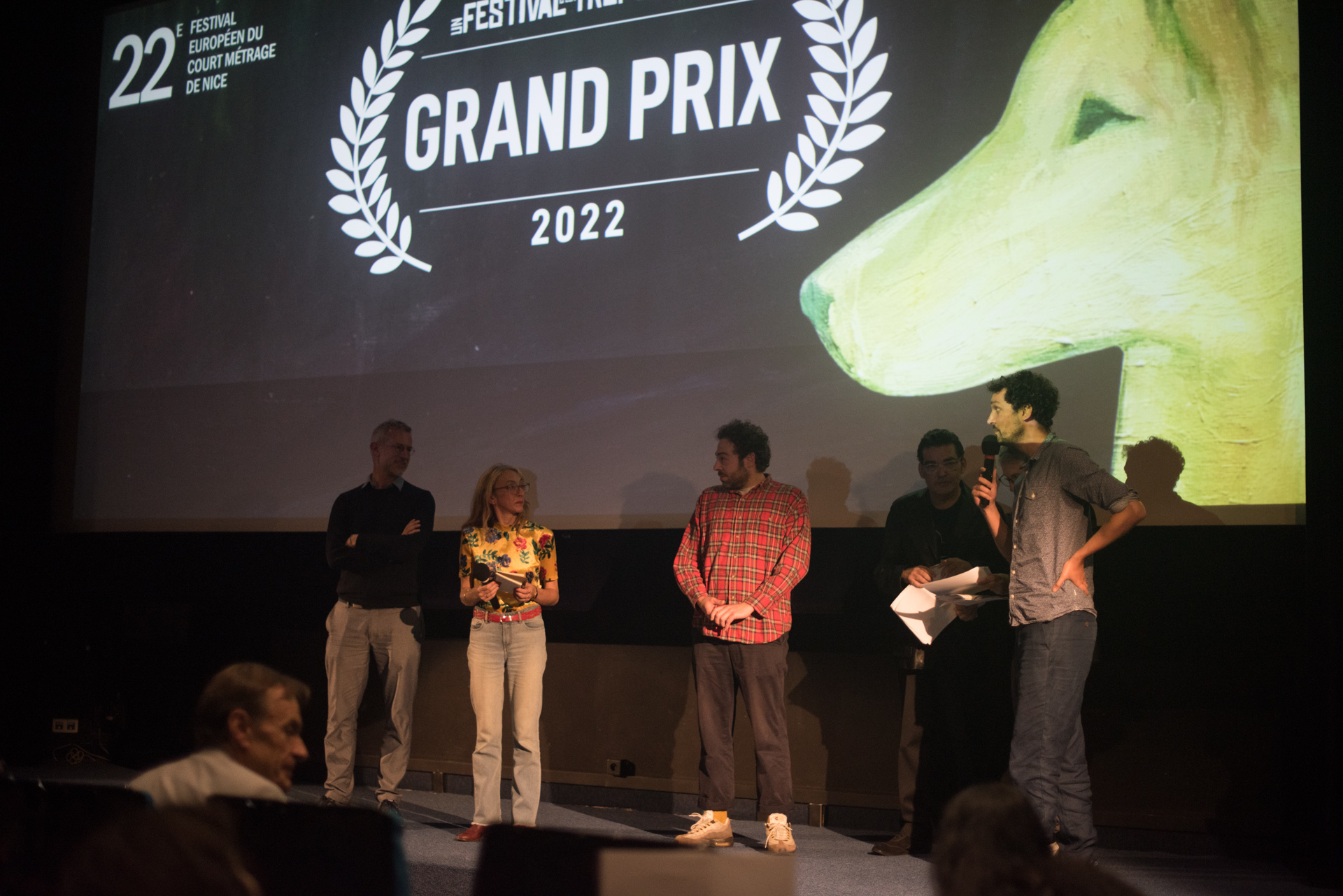
Grand Prix - UFCTC 2022

- Prix Animation
- Grand Prix - UFCTC 2023Grand Prix - UFCTC 2022Prix Expérience
- Prix Région Sud & Prix Courts D'Ici

## Palmarès

### Grand Prix

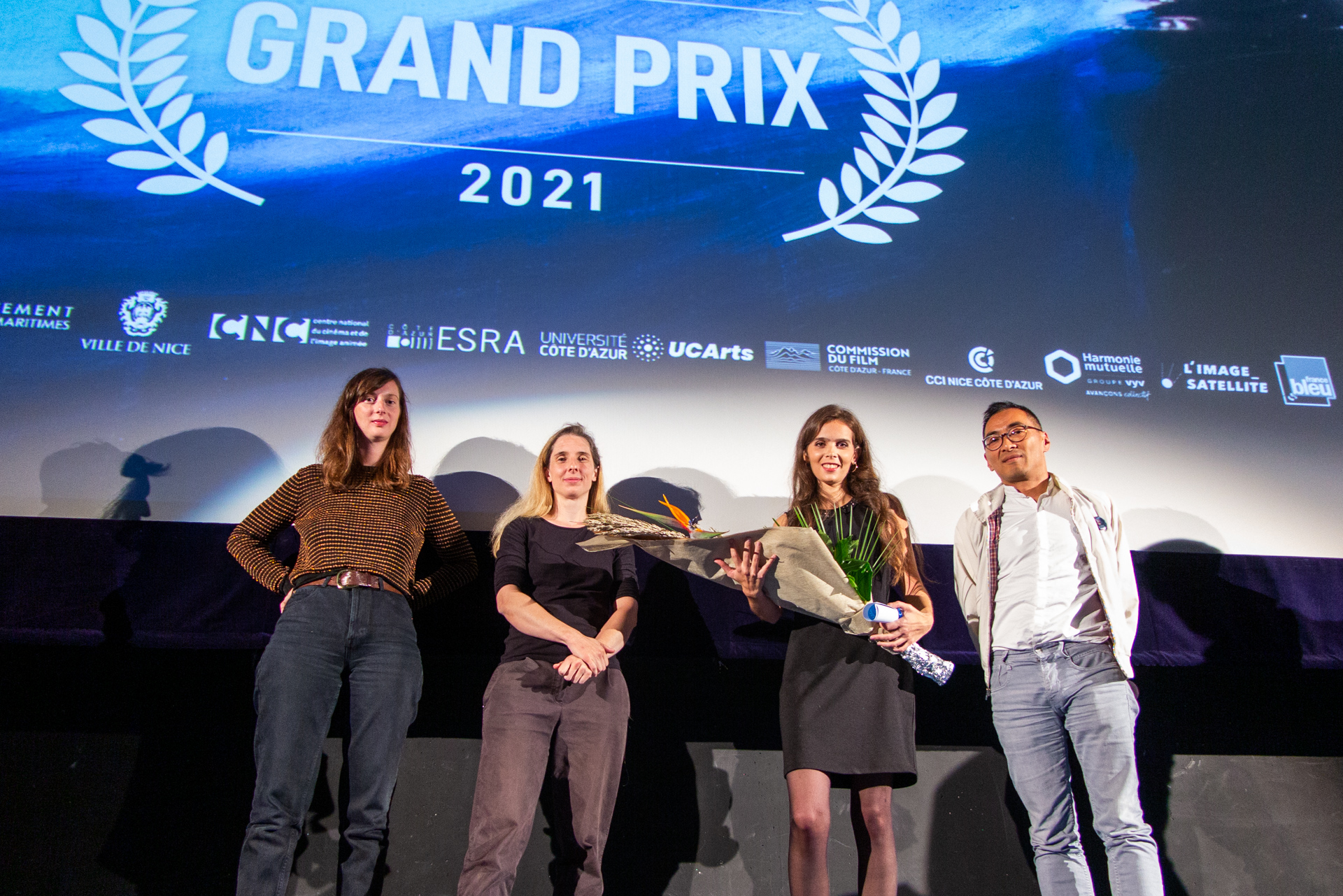
Grand Prix - UFCTC 2021

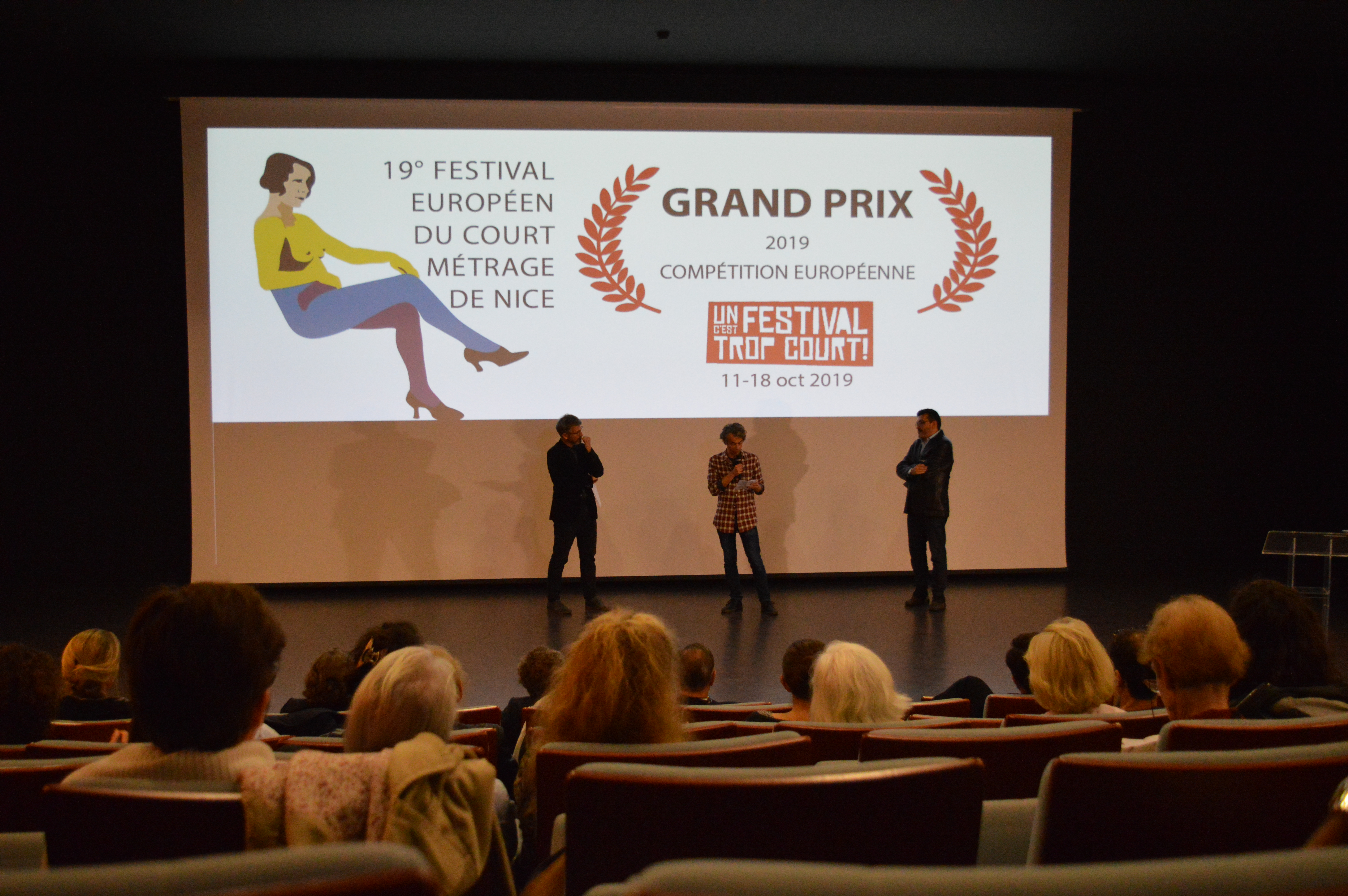
Grand prix UFCTC 2019

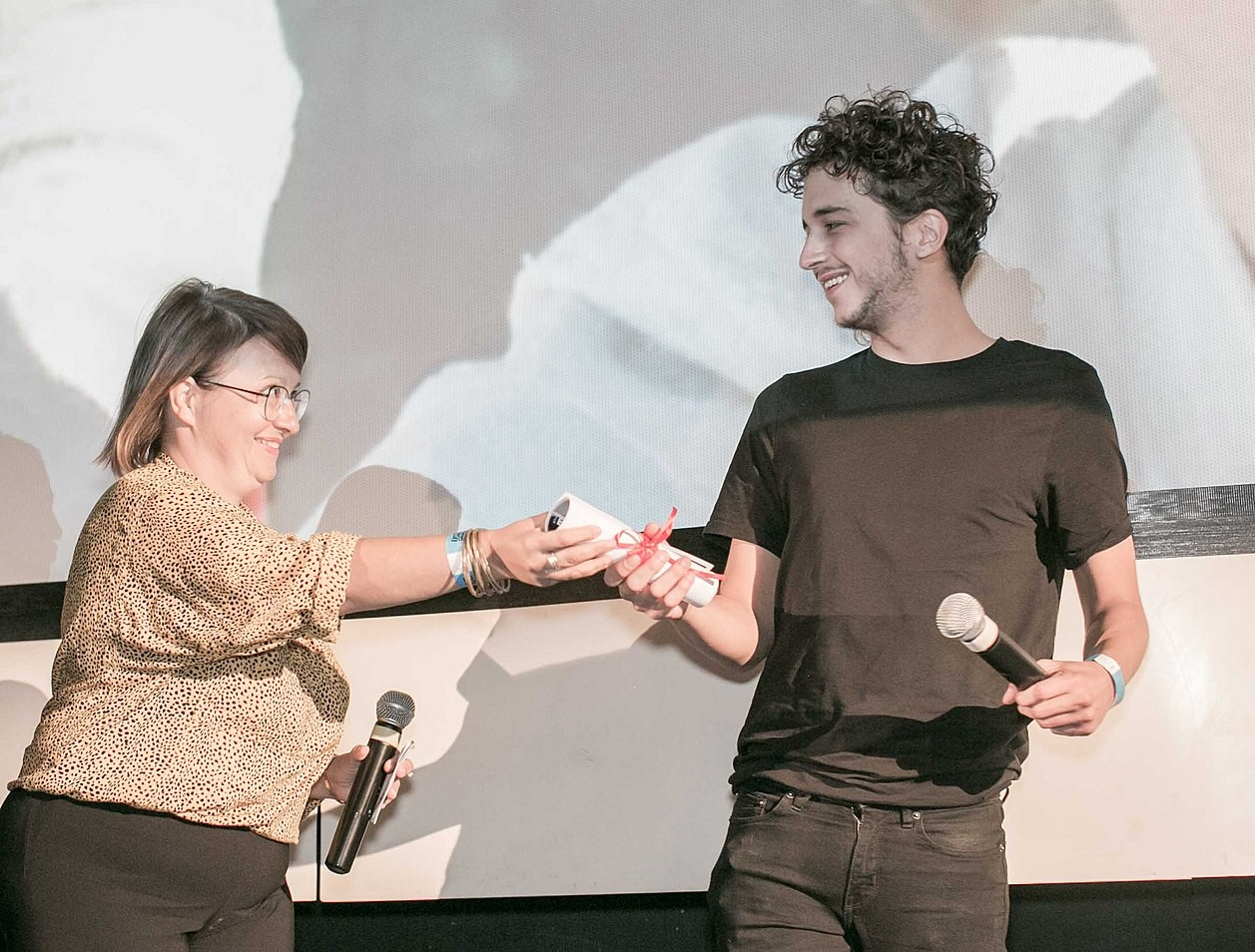
Grand Prix UFCTC 2018

| Année | Titre                                         | Réalisateur                          | Pays             |
| ----- | --------------------------------------------- | ------------------------------------ | ---------------- |
| 2024  | Adieu Tortue                                  | Selin ÖKSÜZOĞLU                      | ☪ Turquie France |
| 2023  | Az utca masik vege [A l'autre bout de la rue] | Kalman Nagy                          | Hongrie          |
| 2022  | To Vancouver                                  | Artemis Anastasiadou                 | Grèce            |
| 2021  | Dieu n'est plus médecin                       | Marion Le Corroller                  | France           |
| 2020  | Tsuma Musume Haha                             | Alain Della Negra et Kaori Kinoshita | France           |
| 2019  | The Marvelous Misadventures of the stone lady | Gabriel Abrantes                     | Portugal         |
| 2018  | Coqueluche                                    | Aurélien Peyre                       | France           |
| 2017  | Adavede                                       | Alain Parroni                        | Italie           |
| 2016  | Antonio, Lindo Antonio                        | Anna Maria Gomes                     | Portugal Brésil  |
| 2015  | <Vrij [Libre]                                 | Martijn de Jong                      | Pays-Bas         |
| 2014  | Moul Lkelb (L'homme au chien)                 | Kamal Lazraq                         | France Maroc     |
| 2013  | Lágy Eső [Douce pluie]                        | Dénes Nagy                           | Hongrie          |
| 2012  | Méditerranées                                 | Olivier Py                           | France           |
| 2011  | Un juego de niños                             | Jacques Toulemonde Vidal             | France Colombie  |
| 2010  | Note on the others                            | Sergio Oksman                        | Espagne          |
| 2009  | C'est plutôt genre Johnny Walker              | Olivier Babinet                      | France           |
| 2008  | Songes d'une femme de ménage                  | Banu Akseki                          | Belgique         |
| 2007  | Comment on freine dans une descente?          | Alix Delaporte                       | France           |
| 2006  | La leçon de guitare                           | Martin Rit                           | France           |
| 2005  | Vie matérielle                                | Franck Heslon                        | France           |
| 2004  | Love me or leave me alone                     | Duane Hopkins                        | Royaume-Uni      |
| 2003  | L'escalier                                    | Frédéric Mermoud                     | Belgique         |
| 2002  | Music for one apartement and six drummers     | Ola Simonsson et J-S Nilsson         | Suède            |
| 2001  | Monsieur William                              | Denis Gaubert                        | France           |
| 2000  | Des morceaux de ma femme                      | Frédéric Pelle                       | France           |

### Prix «Expérience»
| Année             | Titre                                      | Réalisateur                       | Pays              |
| ----------------- | ------------------------------------------ | --------------------------------- | ----------------- |
| 2024              | Between delicate and violent               | Şirin Bahar Demirel               | Turquie           |
| 2023              | The film you are about to see              | Maxime Martinot                   | France            |
| 2022              | Ovan Gruvan                                | Théo Audoire et Lova Karlsson     | France            |
| 2021              | Push This Button If You Begin To Panic     | Gabriel Böhmer                    | Royaume-Uni       |
| 2020              | Testfilm #1                                | telecosystems                     | Croatie Pays-Bas  |
| 2019              | L'Espace Commun                            | Raphaële Bezin                    | France            |
| 2018              | Finity Calling                             | Jasper Kuipers                    | Pays-Bas Belgique |
| 2017              | Dix puissance moins quarante-trois seconde | Clément Courcier                  | France            |
| 2016              | Causette                                   | Samuel Bester                     | France            |
| 2015              | Cut Out                                    | Guli Silberstein                  | Royaume-Uni       |
| 2014              | Panorama zéro                              | Theodora Barat                    | France            |
| 2013              | Énergie sombre                             | Florian Pugnaire et David Raffini | France            |
| 2012 (co-gagnant) | Post-industrie                             | Arnaud Gerber                     | France            |
| 2012 (co-gagnant) | Apnée                                      | Flora Molinié                     | France            |
| 2011 (co-gagnant) | Impact                                     | Florent Mattei                    | France            |
| 2011 (co-gagnant) | Trinkler                                   | Marie-Catherine Theiler           | France            |

### Prix Animation
| Année            | Titre                          | Réalisateur                                                                                             | Établissement                                   | Pays          |
| ---------------- | ------------------------------ | --- | ----------------------------------------------- | ------------- |
| 2024             | Dodo                           | Yi Luo                                                                                                  |                                                 | Japon         |
| 2023             | Ressources Humaines            | Titouan Tillier, Isaac Wenzek, Trinidad Plass Caussade                                                  | EMCA                                            | France        |
| 2022             | Maman, il a quoi le chien?     | Lola Lefèvre                                                                                            | Atelier de Sèvres                               | France        |
| 2021(co gagnant) | La confiture de Papillons      | Shih-Yen HUANG                                                                                          | ENSAD                                           | France Taïwan |
| 2021(co gagnant) | Nuisibles                      | Juliette Laboria                                                                                        | ENSAD                                           | France        |
| 2020             | Jestem Tutaj                   | Julia Orlik                                                                                             | Lodz Film School                                | Pologne       |
| 2019             | Amal                           | Raoul Mallat                                                                                            | Ecole Emile Cohl                                | France        |
| 2018             | le Sog                         | Jonatan Schwenk                                                                                         | Kunsthochschule Kassel                          | Allemagne     |
| 2017             | Fond de tiroir                 | Marie Flacon, Fran Gondi, Renaud Farlotti, Lise Sourlier                                                | EMCA                                            | Belgique      |
| 2016             | Toutes Nuancées                | Chloé Alliez                                                                                            | La Cambre                                       | France        |
| 2015             | Indah Citra                    | Anthony Oliveira, Pierre-Antoine Naline, Maxime Orhnial                                                 | Supinfocom Valenciennes                         | France        |
| 2014             | Un conte                       | Guillaume Arantes                                                                                       | Gobelins, l'école de l'image                    | France        |
| 2013             | In between                     | Alice Bissonnet, Aloyse Desoubries Binet, Sandrine Han Jin Kuang, Juliette Laurent et Sophie Markatatos | Gobelins, l'école de l'image                    | France        |
| 2012             | Cross Road                     | Scott Bono, Charles-Emmanuel Farkas, Olivier Gros, Benoit Rimet                                         | ESMA - École Supérieure des Métiers Artistiques | France        |
| 2011             | Les Arbres naissent sous terre | Manon Brûlé , Sarah Brûlé                                                                               | La Cambre                                       | Belgique      |